# De Macaroni's
De Macaroni's is een Belgisch-Nederlandse stripreeks die begonnen is in 1977 met Dick Matena als scenarist en Dino Attanasio als tekenaar.

## Albums
Alle albums zijn geschreven door Dick Matena en getekend door Dino Attanasio.
| Nummer | Titel                 | Uitgever(s)                              |
| ------ | --------------------- | ---------------------------------------- |
| 1      | Chantage en voetbal   | CentriPress b.v., Uitgeverij Oberon B.V. |
| 2      | Cocktails en voetbal  | CentriPress b.v.                         |
| 3      | De wraak van de graaf | CentriPress b.v., Uitgeverij Oberon B.V. |
| 4      | Vendetta              | CentriPress b.v.                         |
| 5      | Voetbal in Venetië    | CentriPress b.v.                         |
| 6      | Film en voetbal       | CentriPress b.v.                         |
| 7      | Microvoetbal          | CentriPress b.v.                         |
| 8      | Gangsters en voetbal  | CentriPress b.v., Uitgeverij Oberon B.V. |